# ストロベリーロード (競走馬)
ストロベリーロード（Strawberry Road, 1979年9月28日 - 1995年6月1日）は、オーストラリア出身のサラブレッドの競走馬・種牡馬。出身国のオーストラリアでオーストラリアンダービーなどを制したのちに国外に渡り、フランスやドイツ、アメリカ合衆国などでも競走生活を送った。2009年にオーストラリア競馬名誉の殿堂入りを果たしている。

## 経歴

### オーストラリア時代（1979-1983）
ストロベリーロードはニューサウスウェールズ州の生産者であるJ・パントスとG・ゲオルゴポウロスの両名に生産された牡馬であった。父ウィスキーロードは豪華な血統ながら未出走に終わった馬で、その種付け料も1500ドルと安く、また母ギフティサもセリ市で3000ドルで購入してきた安馬であったという。生産者の2名のほかに、A・パントス、M・メネガッゾ、レイ・スター、ジョン・シングルトンらの共同名義で競走馬として登録され、クィーンズランド州のダグ・ボーガー調教師のもとに送られた。
1981/1982年の2歳シーズンの終わりごろにデビュー、2戦して勝てなかったものの、その後シーズンを跨いだ1982年8月11日にイーグルファーム競馬場の未勝利ハンデキャップ戦で初勝利を挙げた。その後の条件戦も勝ち進んで4連勝を挙げたのち、シドニーのローズヒルガーデンズ競馬場で行われたホーバートヴィルステークス（G2・芝1400メートル）で重賞初挑戦、マースケイの2着に食い込んだ。
その次にはローズヒルギニー（G1・ローズヒルガーデンズ・芝2000メートル）に挑戦し、これを優勝して初のG1勝ちを収めると、続くAJCダービー（G1・ロイヤルランドウィック・芝2400メートル）でも5馬身半差で優勝を手にした。その後クィーンズランド州に戻って4戦して3勝、そのうちの1勝はG1競走のクイーンズランドダービー（イーグルファーム・芝2400メートル）であった。結果、このシーズンはG1競走3勝を含む10勝を挙げ、ストロベリーロードは同シーズンの年度代表馬に選出された。
翌シーズンも春はフリーウェイステークス（G1・ムーニーヴァレー・芝1200メートル）、センテニアルステークス（G2・ムーニーヴァレー・芝1600メートル）、コックスプレート（G1・ムーニーヴァレー・芝2040メートル）と大競走を制覇していったが、秋になると凡走が続いた。
その後、共同所有していた馬主のうちのレイ・スターとジョン・シングルトンが所有権をすべて獲得し、海外へ視野を向けた彼らによってストロベリーロードは1983年5月30日にフランスへと輸出された。オーストラリア時代の総合戦績は26戦13勝であった。

### ヨーロッパ時代（1983-1985）
フランスに送られたストロベリーロードは新たにジョン・ニコラス調教師に預けられた。ニコラス調教師のもとでの主な勝ち鞍に1984年のバーデン大賞（G1・バーデンバーデン・芝2400メートル）があり、このほか凱旋門賞（G1・ロンシャン・芝2400メートル）で6着、アメリカ合衆国に遠征してワシントンDCインターナショナル（G1・ローレルパーク・芝10ハロン）で3着、ブリーダーズカップ・ターフ（G1・ハリウッドパーク・芝12ハロン）で4着、さらに日本のジャパンカップ（東京・芝2400メートル）で7着と、国際舞台に多く出走していった。
1985年、ストロベリーロードは調教師がパトリック・ビアンコーヌに交代された。ビアンコーヌ調教師のもとでダルクール賞（G2・ロンシャン・芝2000メートル）で優勝したのち、ストロベリーロードは大馬主のダニエル・ウィルデンシュタインに目をつけられて購入された。ウィルデンシュタイン所有下でのストロベリーロードの主な勝ち鞍にサンクルー大賞（G1・サンクルー・芝2500メートル）がある。ウィルデンシュタインはストロベリーロードを再びブリーダーズカップ・ターフ（アケダクト競馬場開催）に挑戦させたが、イギリスのペブルス相手にクビ差2着に敗れている。

### アメリカ時代（1985-1987）
ブリーダーズカップ・ターフのあと、ストロベリーロードはアメリカの馬主であるアレン・ポールソンとブルース・マクネルに購入され、そのままアメリカで競走生活を続けた。調教師にはチャーリー・ウィッティンガムが担当した。
アメリカ時代のストロベリーロードは引き続き芝競走を使われていたが、2着3着での取りこぼしが多く、サンタアニタパーク競馬場でのアーケイディアハンデキャップ（G2・芝10ハロン）が唯一の勝ち鞍であった。1987年1月25日のサンマルコスハンデキャップ（G3・サンタアニタパーク・芝10ハロン）で3着に入ったのを最後に引退した。

## 種牡馬入り後
競走馬引退後、ストロベリーロードはポールソンの持つケンタッキー州にあるブルックサイド牧場で種牡馬となった。アメリカジョッキークラブの調べによれば、ストロベリーロード産駒350頭のうち256頭が勝ち上がり、うち37頭がステークス競走勝ちを収めたとある。産駒成績も上々で、1998年には北米リーディングの第4位に数えられている。以下はその主な産駒。
- ディナード Dinard - 1988年生、牡馬。サンタアニタダービーなど。
- フレイズ Fraise - 1988年生、牡馬。ブリーダーズカップ・ターフなど。
- エスセーナ Escena - 1993年生、牝馬。ブリーダーズカップ・ディスタフなど。
- アジーナ Ajina - 1994年生、牝馬。ブリーダーズカップ・ディスタフなど。

1995年、ストロベリーロードは感染性の肺炎と腹膜炎を患い、その闘病中に右後肢の大腿骨を骨折、そのため安楽死の処置がとられた。のちの2009年、オーストラリア競馬博物館はストロベリーロードをオーストラリア競馬名誉の殿堂に加え入れた。

## 血統表
| ストロベリーロードの血統              | ストロベリーロードの血統                  | ストロベリーロードの血統 | （血統表の出典）         | （血統表の出典） |
| 父系                                  | ニジンスキー系                            | ニジンスキー系           | ニジンスキー系           | [ § 2 ]          |
| 父 Whiskey Road アメリカ 鹿毛 1972    | 父の父Nijinsky カナダ 鹿毛 1967           | Northern Dancer          | Nearctic                 | Nearctic         |
| 父 Whiskey Road アメリカ 鹿毛 1972    | 父の父Nijinsky カナダ 鹿毛 1967           | Northern Dancer          | Natalma                  |                  |
| 父 Whiskey Road アメリカ 鹿毛 1972    | 父の父Nijinsky カナダ 鹿毛 1967           | Flaming Page             | Bull Page                | Bull Page        |
| 父 Whiskey Road アメリカ 鹿毛 1972    | 父の父Nijinsky カナダ 鹿毛 1967           | Flaming Page             | Flaring Top              |                  |
| 父 Whiskey Road アメリカ 鹿毛 1972    | 父の母Bowl of Flowers アメリカ 栗毛 1958  | Sailor                   | Eight Thirty             | Eight Thirty     |
| 父 Whiskey Road アメリカ 鹿毛 1972    | 父の母Bowl of Flowers アメリカ 栗毛 1958  | Sailor                   | Flota                    |                  |
| 父 Whiskey Road アメリカ 鹿毛 1972    | 父の母Bowl of Flowers アメリカ 栗毛 1958  | Flower Bowl              | Alibhai                  | Alibhai          |
| 父 Whiskey Road アメリカ 鹿毛 1972    | 父の母Bowl of Flowers アメリカ 栗毛 1958  | Flower Bowl              | Flower Bed               |                  |
| 母 Giftisa ニュージーランド 鹿毛 1974 | 母の父Rich Gift イギリス 芦毛 1959        | Princely Gift            | Nasrullah                | Nasrullah        |
| 母 Giftisa ニュージーランド 鹿毛 1974 | 母の父Rich Gift イギリス 芦毛 1959        | Princely Gift            | Blue Gem                 |                  |
| 母 Giftisa ニュージーランド 鹿毛 1974 | 母の父Rich Gift イギリス 芦毛 1959        | Riccal                   | Abernant                 | Abernant         |
| 母 Giftisa ニュージーランド 鹿毛 1974 | 母の父Rich Gift イギリス 芦毛 1959        | Riccal                   | Congo                    |                  |
| 母 Giftisa ニュージーランド 鹿毛 1974 | 母の母Wahkeena ニュージーランド 鹿毛 1963 | Red Jester               | Red Mars                 | Red Mars         |
| 母 Giftisa ニュージーランド 鹿毛 1974 | 母の母Wahkeena ニュージーランド 鹿毛 1963 | Red Jester               | Climax                   |                  |
| 母 Giftisa ニュージーランド 鹿毛 1974 | 母の母Wahkeena ニュージーランド 鹿毛 1963 | Royal Souci              | Regal Diamond            | Regal Diamond    |
| 母 Giftisa ニュージーランド 鹿毛 1974 | 母の母Wahkeena ニュージーランド 鹿毛 1963 | Royal Souci              | Carefree                 |                  |
| 母系(F-No.)                           | (FN:18)                                   | (FN:18)                  | (FN:18)                  | [ § 3 ]          |
| 5代内の近親交配                       | Nearco 5x5, Hyperion 5x5                  | Nearco 5x5, Hyperion 5x5 | Nearco 5x5, Hyperion 5x5 | [ § 4 ]          |
| 出典                                  | 1. 2. 3. 4.                               | 1. 2. 3. 4.              | 1. 2. 3. 4.              | 1. 2. 3. 4.      |